# Podisus fuscescens
Podisus fuscescens är en insektsart som först beskrevs av William Sweetland Dallas 1851.  Podisus fuscescens ingår i släktet Podisus och familjen bärfisar. Inga underarter finns listade i Catalogue of Life.